# Sphaericus ater
Sphaericus ater is een keversoort uit de familie klopkevers (Ptinidae). De wetenschappelijke naam van de soort werd in 1983 gepubliceerd door Leiler.